# ジョン・マクレーン (架空の人物)
ジョン・マクレーン（John McClane、 1955年5月23日 - ）は架空のキャラクターであり映画『ダイ・ハード』シリーズの主人公である。ブルース・ウィリスが彼を演じた。

## 人物
頻繁に口汚くジョークを言い、自身が事件に巻き込まれることをぼやいているが、なかなか死なない(＝die hard)ニューヨークの警察官として描かれており、生きるための様々な知恵で逆境を乗りこえる。
何かしら大きな事件に巻き込まれてしまう事が多く、世界一ついてない男と揶揄される。また、シリーズ全5作中、第3作以外すべてで家族も巻き添えとなっている。
もともとジョン・マクレーンはロデリック・ソープ著 Nothing Lasts Forever の探偵ジョー・リーランドと、ウォルター・ウェイジャー著『ケネディ空港着陸不能』のフランク・マローンに基づいており、ダーティ・ハリーの影響も受けている。なお、第1作の悪役ハンス・グルーバーが「ジョン・ウェインにでもなったつもりか？」と訊いたのに対し、マクレーンは「ロイ・ロジャースが好きだった」と答えている。
マクレーンは離婚の危機にも瀕している。彼は自警主義であり、職を失ってでも権力と戦う意思を持ち、チェーン・スモーカーでもある。第3作で彼がアルコール依存症に陥りかけた時、「人間をやめる2歩手前」と言われたのに対し「1歩だ」と冗談交じりに訂正している。
第2作ではグラントに「間違った時に間違った場所にいる間違った男だ」と言われて、「それが運命だ」と返している。第4作では危険な状況に陥って戦う事について「他に誰もやる奴がいないからだ」と述べている。
粗野な性格ながら、武器や爆薬の知識を幅広く持ち合わせており、全作通して敵から奪い取った様々な銃器のほとんどを問題なく使いこなしている他、1作目においては強盗グループへの攻撃に入手したプラスチック爆薬に電気信管を大量に刺し、パソコンのブラウン管と椅子に挟み込んで高所から落として起爆する、という電気信管が衝撃に弱いことを利用する手法をとった。また、2作目において接触したテロリストグループのメンバーが使用していた拳銃が最新式であることを見抜き、手荷物泥棒で処理しようとしていた空港警察に警告している。
愛銃はベレッタ 92自動拳銃で1作目から3作目まで使用していた。4作目ではSIG SAUER P220自動拳銃に変えている。5作目では公務ではない休暇を利用した海外渡航だったため、拳銃を最初から所持していなかった。3、4作目においては自前の拳銃を後半で紛失しており、3作目では仲間からS&W M36を拝借、4作目では敵から奪い取ったベレッタPx4を使用した。
銃などの武器に精通している反面、格闘術に関しては得意としているわけではないようで、相手に掴みかかってがむしゃらに殴ったり、周囲の物品を武器として利用することで優位を保つなど非常に荒いファイトスタイルである。シリーズ通して敵と一対一での格闘戦では往々に窮地に立たされることが多く、当初有利な状況であっても結局苦戦を強いられたり、一度倒したと思っても倒し切れずに逆襲を受けることや、最終的に格闘戦では勝てずに終わったこともある。

## 描写
第1作
1988年の『ダイ・ハード』において、ジョン・マクレーンはアイルランド系アメリカ人でありニューヨーク市警察で11年間働いている刑事であると説明されている。最も不運なタイミングで、最も不運な場所に居合わせる、最も不運な男であり、簡単には死なない不死身の男。
冒頭、彼は旧姓を名乗っている妻ホリー・ジェネロ（ボニー・ベデリア）と別居中であることが示される。ホリーは数ヶ月前に仕事のためロサンゼルスへ引っ越していた。彼らにはルーシーとジョン(ジュニア、通称ジャック)という2人の子供がいる。
クリスマス・イヴ、マクレーンが妻の職場であるナカトミ・プラザを訪れたのと同時に、ハンス・グルーバー（アラン・リックマン）が6億4000万ドルの無記名債券を狙ってホリーを含むナカトミの社員を人質に取る。テロリストたちは金を盗むという真の目的を隠すために人質を取っていた。ビルを人質もろとも爆弾で吹き飛ばして死んだふりをするというのが彼らの最終的な計画だった。マクレーンは彼らの眼から逃れビルを駆け回り、テロリストの計画を単身阻んだ。
第2作
作中のテロ犯いわく「場違いな場所に、間違った時に来た男」。『ダイ・ハード』の出来事の後、マクレーンはロサンゼルスに引っ越し、ロサンゼルス市警察で警部補として働いていた。このときマクレーンは国中で有名になっていた。2作目では「ピープル・マガジン」で取り上げられたことが明らかになっている他、スチュアート大佐の発言では"ナカトミの人質を救った警察官の英雄" と言及されている。『ダイ・ハード2』では、クリスマス・イヴにマクレーンがワシントンD.C.のダレス国際空港 で事件に遭遇する。テロリストが空港の管制機能を乗っ取り、要求に応じないと飛行機を墜落させると脅した。ホリーもその中の1機に乗っており、空中で旋回を繰り返していた。マクレーンはそのテロリストたちが、悪名高い独裁者を救出するためにやってきたことに気づき、空港関係者たちと共にテロリストに戦いを挑んだ。
第3作
『ダイ・ハード3』では、マクレーンはニューヨークに戻っている。妻とはふたたび別居し、停職中でありアルコール依存症になりかけていた。 "サイモン" とだけ名乗るテロリスト（ジェレミー・アイアンズ）が、マクレーンにサイモン・セッズをやらせようとし、断れば街が爆発すると脅迫する。指示通りにハーレムのど真ん中で、「黒ん坊は嫌いだ（I hate Niggers）」というカードを首から下げて立たされていたマクレーンは、黒人ギャングから助けてくれた家電修理店の店主ゼウス・カーヴァー（サミュエル・L・ジャクソン）を事件に巻き込んでしまう。マクレーンは FBI から "サイモン" の本名はサイモン・ピーター・グルーバーであり、ハンス・グルーバーの兄であると知らされ、第1作でマクレーンが殺したハンス・グルーバーの復讐のために彼が狙われていると聞く。その後マクレーンは、復讐が本当の目的を隠すための手段であることに気付く。警察が爆弾に気を取られている間、テロリストたちは爆破で警備システムに穴が生じたニューヨークの連邦準備銀行の地下金庫に押し入って金塊を奪っていた。
第4作
『ダイ・ハード4.0』では、独立記念日にマクレーンは娘のルーシー（メアリー・エリザベス・ウィンステッド）を訪ねるが、すげなくあしらわれる。娘と別れた後、マクレーンはハッカーのマシュー・ファレル（ジャスティン・ロング）の身柄をFBIへ届けるよう命令を受ける(この時点で、マクレーンは30年間仕事を続けていた事が示される)。この映画では、マクレーンがベテラン刑事で警部補であると描かれている。その後すぐに、国内のインフラ(発電、信号、交通、金融市場を含む)を掌握する "ファイヤー・セール(投げ売り)" を狙うトーマス・ガブリエル（ティモシー・オリファント）の陰謀を知る。
第5作
『ダイ・ハード/ラスト・デイ』では、成長した息子のジャックがロシアで逮捕されるところから始まる。マクレーンはジャックが出廷する裁判所へ向かうが、突然そこが謎の武装集団に襲撃される。ジャックは、同日に政府の高官チャガーリンに不利な証言をするはずだったコマロフ（セバスチャン・コッホ）とともに逃げ出そうとしているところをマクレーンに発見される。武装集団から逃走したマクレーン達。ジャックは、自分がCIAに所属し、コマロフの保護と国外への移送のためわざと逮捕されたことを明かす。息子がスパイになったことに驚くマクレーン。3人はチャガーリンに不利な証拠が隠してあるホテルに向かうが、待ち伏せていた武装集団にコマロフを奪われる。2人は助かるものの、ジャックは任務の失敗で途方に暮れる。しかしマクレーンの叱咤により、ジャックは奮起。コマロフが連れ去られたと思しきプリピャチへ向かう。

## 家族

### ホリー・ジェネロ
ホリー・ジェネロ（またはホリー・ジェネロ＝マクレーン）はジョン・マクレーンの妻である。彼らの間にはジャックとルーシーという2人の子どもがいる。最初の2作『ダイ・ハード』と『ダイ・ハード2』でホリーを演じたのは女優ボニー・ベデリアである。3作目以降で姿は登場しない。
1作目では、ロサンゼルス（L.A.）にある日本企業の超高層ビルナカトミ・プラザで重役を務めるキャリアウーマン。仕事のためにニューヨーク州からロスに子供たちと移り住んだ事で、ジョンとは疎遠になっている。ジョンとは愛し合ってはいるが、些細な事からすぐに喧嘩をしてしまう事も多く、再会早々に揉めている。1作目での事件を乗り越えた事でジョンとの仲も復活し、2作目では良好な関係が描かれていたが、3作目では再び別居しており、ジョンは仲直りの電話をかけようか何度も迷っている。3作目のラストで電話がなされ、声だけが少し聞こえる。復縁を予感させるラストだったが、4作目ではガブリエルの調べによって、2人が離婚したことが明かされている。

### ルーシー・ジェネロ＝マクレーン
ルーシー・マクレーン（またはルーシー・ジェネロ）はジョンの娘であり1982年に生まれた。『ダイ・ハード』での子供時代をテイラー・フライが、『ダイ・ハード4.0』での成人後をメアリー・エリザベス・ウィンステッドが演じた。
『ダイ・ハード4.0』でルーシーはボーイフレンドに「父は死んだ」と説明しており、"ジェネロ"（母親の旧姓）を名乗っている。その後、ガブリエルがジョンを脅すために彼女を誘拐する。人質になり、やがて彼女は父親を許し、その勇気を信頼した。映画が進むにつれ彼女は "マクレーン" と名字を名乗るようになる。ガブリエルがルーシーに父親と無線で話をさせた時、彼女は敵が5人であることを伝えて彼を助けた。終盤では敵の足を撃って父親に銃を渡そうとするがガブリエルに阻止される。事件が解決した後、ルーシーとファレル（マクレーンの相棒）のロマンチックなその後が示唆される。
メアリー・エリザベス・ウィンステッドが『ダイ・ハード』4作目のルーシー役に決まる前、誰が演じるかでさまざまなうわさが流れた。ルーシー・マクレーン役の最有力候補はルーマー・ウィリス（ブルース・ウィリスの実の娘で『ダイ・ハード』1作目と同じ年に生まれた）だった。他にジェシカ・シンプソンやブリトニー・スピアーズ、テイラー・フライ（『ダイ・ハード』でルーシーを演じた 
）らがオーディションを受けた。
『ダイ・ハード4.0』公開前、TVゲーム Die Hard: Vendetta にルーシーが登場しロサンゼルス市警察の一員であることが示されていた。
5作目となる「ラスト・デイ」ではロシアへ飛び立つマクレーンを車で送り、言葉に困らないようにロシア語の辞書を渡したり、ロシア到着後に電話をかけてくるなど、かなり関係は修復された様子。
また、マクレーン親子がロシアから帰国した際には空港で待っていた。

### ジョン・マクレーン・ジュニア
“ジャック”ジョン・マクレーン・ジュニアはジョンの息子であり1984年に生まれた。『ダイ・ハード』での幼少期はノア・ランドが演じた。
『ダイ・ハード4.0』ではガブリエルが彼を "ジャック" と呼ぶ。『ダイ・ハード4.0』の初期段階の脚本ではジョン・ジュニアが登場することになっていた。
2012年2月22日、ジェイ・コートニーがジョン・ジュニア（ジャック）役で『ダイ・ハード/ラスト・デイ』に出演することが発表された。
コートニーがジャックに決定する前、4人の俳優（リアム・ヘムズワース、アーロン・ポール、ジェームズ・バッジ・デール、D・J・コトロナ）がこの役についての話を受けた。

## 決め台詞
映画全作を通して、マクレーンは「Yippee-ki-yay, motherfucker.」という決め台詞を発している。"yippee-ki-yay(イピカイエー)" はカウボーイの掛け声をもじったもので、特定の意味があるわけではない。"motherfucker" は相手を侮辱するときに使うスラングで、作中では「クソったれ」「イカれ野郎」などと訳される。2作目以降の日本語吹替版では「イッピカイエー、くそったれ！」と定着して訳されている。
ダイ・ハード
1作目『ダイ・ハード』では、ハンスに「本当に我々に勝てるとでも思っているのか、ミスター・カウボーイ？」と言われた時に「これでも食らいやがれ、イカれ野郎」と返している。また、映画の終盤でマクレーンが「お前も結構なカウボーイだ、ハンス」と言ったのに対し、ハンスは「イピカイエー」と言い返している。
ダイ・ハード2
2作目『ダイ・ハード2』では、クライマックスで飛行機から漏れ出た燃料にライターで火を点けて爆破しようとする際に(日本語字幕では「くたばれ！」)
ダイ・ハード3
3作目『ダイ・ハード3』では、クライマックスでサイモン達の乗るヘリコプターを墜落させた時に低い声で静かに言う(字幕では「ザマを見やがれ！」)。
ダイ・ハード4.0
4作目『ダイ・ハード4.0』では、ガブリエルがマクレーンに銃を突き付け「お前の墓石には、 "いつも間違ったときに間違った場所にいた男" と刻もう」と言ったのに対し、「 "Yippee-ki-yay, motherfucker" というのはどうだ？」と言い返している。ただし、本作ではR指定による上映を避けるため、 "motherfucker" の後半部分が銃声でかき消されてしまった。
ダイ・ハード/ラスト・デイ
5作目『ダイ・ハード/ラスト・デイ』では、クライマックスで輸送ヘリ後部に積まれたトラックを無理やり運転してバランスを崩させる際に言った。ちなみに前作とは違い、いつも通り何の邪魔も無く言えていた。
その他の作品
また、マクレーンを演じるウィリスのセルフオマージュとして、『エクスペンダブルズ2』のワンシーンでトレンチ（演:アーノルド・シュワルツェネッガー）が「イピカイエー」と発している。

## 評価
「エンパイア」は「100人の最も偉大な映画キャラクター」の12位に彼を選んでいる。MTVが熟練した映画制作者と俳優、映画ファンを対象に行った「最もタフな映画キャラクター」ではエレン・リプリーとダーティ・ハリーに次いで3位になった。2009年4月、「エンターテインメント・ウィークリー」は「大衆文化において最もクールなヒーロー」の20人の中の6位にマクレーンを選んだ。

## 2010年代以降の展開
2010年5月5日、『ウルヴァリン:X-MEN ZERO』や『特攻野郎Aチーム THE MOVIE』などのスキップ・ウッズに脚本の依頼がされていると発表された。プロデューサーはアレックス・ヤングに決定した。ブルース・ウィリスが再びジョン・マクレーンに扮する本作は、2011年10月12日に A Good Day to Die Hard （『ダイ・ハード/ラスト・デイ』）と正式タイトルが発表された。
その後2013年にはダイ・ハードシリーズの更なる続編も計画されていたが、2022年3月30日にウィリス本人が俳優業を引退した為、同作を以てシリーズは事実上終了した。